# Нисикёгоку
«Нисикёгоку» (яп. 西京極スタジアム) — стадион, расположенный в городе Киото, префектура Киото, Япония. Является домашней ареной клуба Джей-лиги «Киото Санга». Стадион вмещает 20 588 зрителей и был открыт в 1942 году.

## История
Стадион был открыт в 1942 году. Во время проведения Летних Олимпийских игр 1964 года на стадионе был сыгран матч утешительного турнира между сборными Румынии и Ганы. Стадион подвергался реконструкциям в 1985 и 1996 годах.

## Транспорт
- Линия Ханкю-Киото: 3 минуты пешком от станции Ниси-Кёгоку.